# Sugan-See
Der Sugan-See  ist ein Binnensee im Qaidam-Becken, im Norden der Qinghai-Tibet-Hochebene, in China.

## Beschreibung
Der Sugan-See (苏干湖,  sū gàn hú) befindet sich in einer Senke am Nordrand des Qaidam-Beckens. Er besteht aus zwei Wasserflächen, dem Dasuganhu (大苏干湖,  dà sū gàn hú – „Großer Sugan See“), ein Salzsee mit 105 km2 und dem Xiaosuganhu (小苏干湖,  xiǎo sū gàn hú – „Kleiner Sugan See“), ein Süßwassersee mit 10 km2.
Die Sugan-See-Senke ist eine 7000 km2 große Wüstenregion auf rund 2800 bis 3200 m über dem Meer. Sie wird im Nordwesten vom Altun Shan, im Nordosten vom Danghe Nanshan und im Süden von den Bergketten des Daseishiteng und Tuergendaban begrenzt. Der Binnensee ist ein zentraler Zusammenfluss für Oberflächenwasser und Grundwasser. Er speist sich hauptsächlich aus dem Grundwasser das die beiden Flüsse Großer-Harteng-Fluss und Kleiner-Harteng-Fluss aus den Gebirgen im Osten in das Becken führen. Das Wasser der beiden Flüsse versickert vollständig sobald es die Gobizone am Fuß der Berge erreicht. Über Quellen an der Ostseite des Sees gelangt das Wasser wieder an die Oberfläche und bildet Fließgewässer die den See münden.
In der Region um den Sugan-See herrscht ein hyperarides Klima. Die jährliche mittlere Niederschlagshöhe beträgt 15,8 mm (1957–2000), die potenzielle Evaporation erreicht fast 3000 mm/a. Die jährliche mittlere Lufttemperatur beträgt 2,75 °C. An durchschnittlich 55 Tagen im Jahr gibt es starke Winde mit mehr als 17 m/s.
In der Sugan-See-Senke gibt es nur spärliche Vegetation und lediglich an der Ostseite des Sees, wo das Grundwasser an die Oberfläche dringt, gibt es Grasland. Seit 1982 gibt es zwei Vogelschutzgebiete mit 3500 ha am Großen-Sugan-See und mit 850 ha am Kleinen-Sugan-See, in denen Schwarzhalskraniche brüten.